# Лясковский, Валерий Николаевич
Валерий Николаевич Ляско́вский (1858—1938) — русский общественный деятель, историк, публицист, мемуарист, педагог, лесовод.

## Начало биографии
Валерий Николаевич Лясковский родился в семье известного химика, профессора Московского университета Николая Эрастовича Лясковского и Марии Ивановны Лясковской, богатой наследницы купцов Ва́ргиных. Получив начальное домашнее образование, с детства впитал дух и традиции московской профессуры, так как в их университетском доме на Моховой ежедневно после работы собирались коллеги Николая Эрастовича. Другого общения у Валерия в городе не было.
Лето Лясковский проводил в д. Давыдково на р. Сетунь под Москвой. Отец воспитал у Валерия любовь к природе. Мать позволяла ему беспрепятственно играть с крестьянскими детьми и неохотно допускала сближения с дачниками.
Закончил 4-ю Московскую гимназию. Студент физико-математического факультета Московского университета (1876—1880). После окончания курса (1880) продолжал в течение двух лет учиться в университете  на историко-филологическом факультете вольнослушателем,  слушая лекции В. О. Ключевского, с которым подружился. Валерий Николаевич был полиглотом. Он с детства писал стихи и рассказы на английском, немецком, французском и итальянском языках, но из-за скромности не отдавал их в печать.
В 1882 году В. Н. Лясковский поступил на службу в Московский главный архив МИД.
В этот период он сблизился с московскими славянофилами  Д. Ф. Самариным и А. И. Кошелевым. С публицистом-славянофилом И. С. Аксаковым он был знаком с 1876 года, когда служил его секретарём.
В 1882 году Лясковский женился и приобрел, на средства дяди Николая Ивановича Варгина, имение Дмитровское под Орлом, где жил с 1884 по 1898 год (позже бывал там только летом).

## Жизнь в Орле
В орловский период жизни Валерий Николаевич активно занялся земскими делами, занимая должности члена управы (1884—1886), мирового судьи (1886—1891), земского казначея и почётного мирового судьи (1891—1898), гласного городской думы в Орле (1884—1906). В 1908—1910 г. был уездным предводителем дворянства, в 1915-1917 гг. — директором народных училищ Орловской губернии.

После переезда в Орёл Лясковский тосковал по привычному ему с детства подмосковному лесу и стал заниматься посадками как в своем имении, так и в соседнем имении Киреевка известных славянофилов братьев Киреевских, где жила вдова И. В. Киреевского — Наталия Петровна, урожденная Арбенева (в 1890-х гг. он купил Киреевку). 

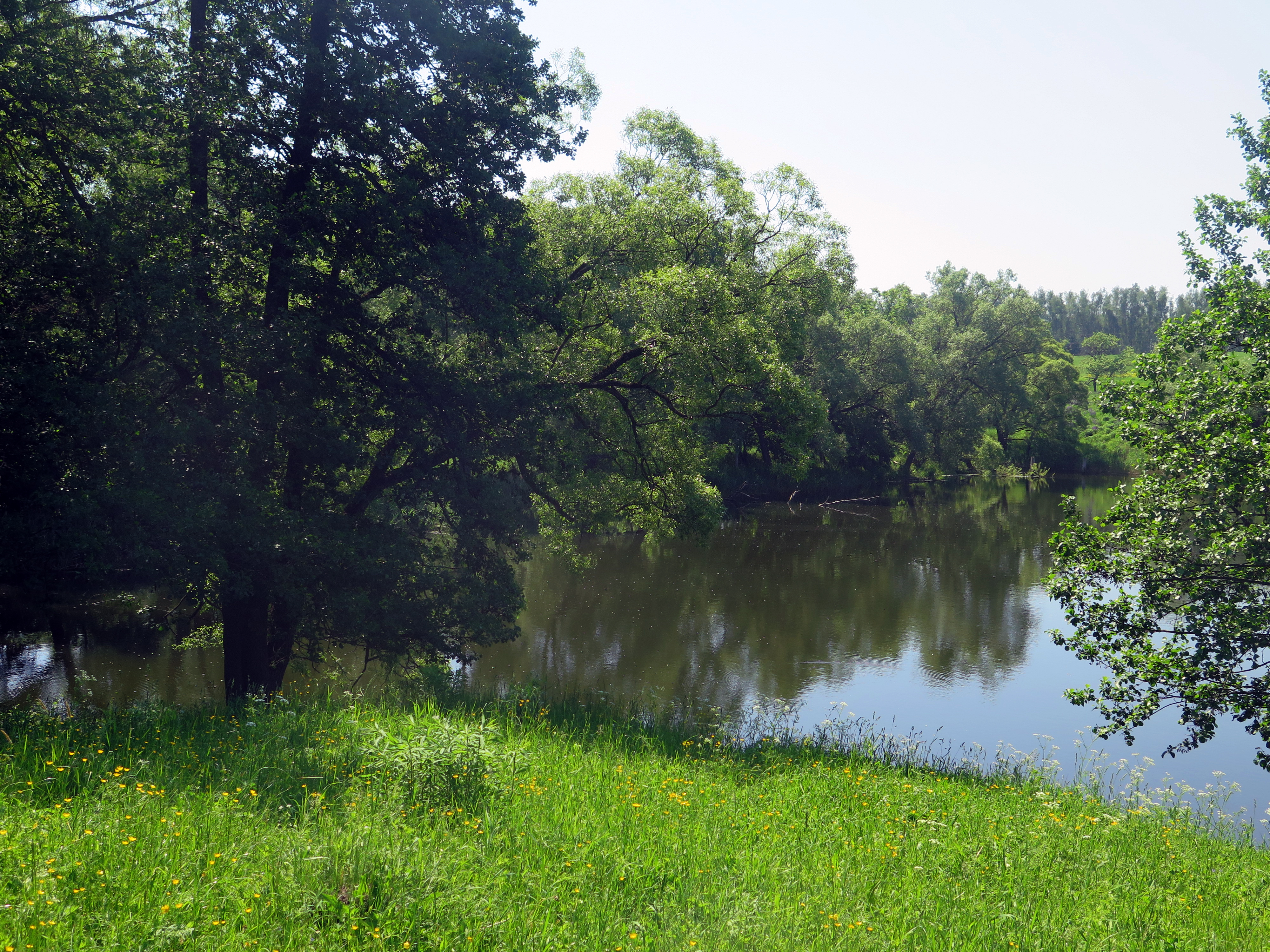
Парк В. Н. Лясковского в посёлке Стрелецкий (бывшее имение Дмитровское – Истомино), близ г. Орёл

Выросши под Москвой, то есть в местности сравнительно лесистой, и сев на землю в область своего любимого чернозема, я сразу почувствовал недостаток в лесе, — хозяйственный и художественный, — и сразу же стал стремиться к его восполнению. Я начал сажать деревья с первых лет моего деревенского житья, а через пять лет приступил уже к посадкам в больших размерах, которые и продолжал, с промежутками по обстоятельствам, в течение всей жизни, под конец которой оказалось, что я, при небольших размерах моего землевладения, развел много лесу.

В деятельности лесовода Лясковский обменивался опытом с выдающимся русским селекционером Петром Ивановичем Лисицыным. Свой лесоводческий опыт описал в брошюре «Посадка деревьев в средней полосе России», выдержавшей три издания. Многие его посадки уцелели до сих пор в Киреевской слободке, Дмитровском и его окрестностях. 
Судейство, лесопосадки и написание биографий были, по словам Лясковского, самыми большими его увлечениями.
Лясковский был знаком с государственными и политическими деятелями эпохи Александра III (С. Д. Шереметевым, И. И. Воронцов-Дашковым, С. П. Ванновским, К. П. Победоносцевым), с художниками-передвижниками, чьи картины он приобретал для картинной галереи в Орле, с товарищем по гимназии К. С. Станиславским. В орловском доме Лясковского во время командования Черниговским полком (1909—1911) жил великий князь Михаил Александрович. Среди его друзей были подвижники народного просвещения С. А. Рачинский и Н. М. Горбов и председатель орловской губернской земской управы С. Н. Маслов. Последний не разделял его монархических взглядов.

С Сергеем Масловым мы скоро подружились, и он стал своим человеком в нашем доме. В земском деле мы всегда шли вместе, а о политике, будучи в ней коренным образом несогласны, спорили редко. Маслов был, как и Поленов, убежденный умеренный либерал.

С 1915 по 1918 годы В. Н. Лясковский был директором народных училищ Орловской губернии. В 1912 году передал имение дочери.

## После революции
В 1919 году получил должность ученого-лесовода в совхозе «Стрелецкий», созданном на территории его национализированного имения, и сохранил возможность наблюдать за своим лесом и продолжал заниматься краеведческой деятельностью. В 1926 году В. Н. Лясковский был уволен и жил в Орле, зарабатывая частными уроками по литературе и иностранным языкам. Принимал активное участие в деятельности местного краеведческого общества, писал заметки для сборника «Звенья».
В 1930 году Валерий Николаевич Лясковский был арестован по обвинению в «контрреволюционной деятельности» по так называемому «делу краеведов», а в 1931 году — «как содержатель золотой валюты». Отношения с орловскими властями резко ухудшились, когда Лясковский попытался воспрепятствовать гибели конфискованных библиотек Варгиных и П. В. Киреевского (письмо В. Д. Бонч-Бруевичу от 18.8.1933). В 1930-е годы жил с семьёй в нищете, зарабатывая уроками.
До 1936 года был лишен избирательных прав. 22 декабря 1937 года был арестован и 28 декабря «особой тройкой» приговорён к расстрелу «за контрреволюционную агитацию и клевету на Советскую власть». Свою вину не признал. Расстрелян в Орле 14 января 1938 года. Реабилитирован в 1990 году.

## Литературная деятельность
В орловский период жизни Лясковский принимается за написание ряда биографических очерков. Два из них — о своих родственниках: об отце Николае Эрастовиче и о дяде жены Василии Ва́ргине, знаменитом купце, снабжавшем русскую армию во время войны с Наполеоном. Вот отзыв о последнем очерке В. О. Ключевского:

– Ваша статья разрешила мне одно давнишнее мое недоумение. Я никогда не мог понять, почему ни в одном из воспоминаний о двенадцатом годе не говорится, что воины наши были разуты-раздеты. Мне всегда казалось, что за этою странностью скрывается какая-то загадка, какое-то имя. Вы назвали это имя .

В пору увлечения славянофильством Лясковский написал два очерка, посвященные ранним славянофилам Алексею Степановичу Хомякову и братьям Ивану Васильевичу и Петру Васильевичу Киреевским, архивы которых перешли к нему после покупки Киреевки.
В 1897 году В. Н. Лясковский задумал написать очерк об Александре III. Своими планами он поделился с Николаем II, будучи дважды (в 1899 и 1900) принят царем. Николай одобрил его намерение написать очерк о своем отце «не как о государственном деятеле, а как о человеке». Однако когда очерк был готов и в 1906 году послан для одобрения Николаю, никакой ответной реакции не поступило. Не исключено, что после событий 1904-05 гг. настроение царя переменилось. Очерк так и не был опубликован.
Лясковский сотрудничал с журналом Русский архив и газетой Русь, активно участвовал в работе Общества ревнителей русского исторического просвещения в память Александра III и в издании сборников «Старина и новизна», «Татевские сборники».
Последним его трудом стала рукопись воспоминаний, охватывавших его жизнь вплоть до революции.

## Память
- Свою коллекцию автографов В. Н. Лясковский передал директору Государственного Литературного Музея В. Д. Бонч-Бруевичу. После смерти Лясковского его вдова А. С. Лясковская пополнила этот фонд другими документами. В настоящее время эти материалы хранятся в Центральном Государственном архиве литературы и искусства (ЦГАЛИ). Часть архива находится в фондах Государственного музея И. С. Тургенева в Орле.
- В 1956 году под Орлом в поселке Стрелецкий (бывшем имении В. Н. Лясковского) была создана Орловская опытная станция по конопле ВНИИ лубяных культур, на основе которой в 1962 году был создан Всесоюзный научно-исследовательский институт зернобобовых культур, ВНИИ ЗБК. Много дубов, сибирских кедров, сосен, ольхи, а также две липовые аллеи, посаженные В. Н. Лясковским, сохранились до сих пор.
- В поселке Стрелецкий одна из улиц носит имя Лясковского. Карта.
- На территории детского санатория «Орловчанка», где раньше находилась усадьба Лясковских, есть музей В. Н. Лясковского[10].
- В Орле на доме 62 по Карачевской улице в 2019 г. установлена табличка «Последний адрес»[11]

## Сочинения В. Н. Лясковского
- В.В.Варгин. Биографический очерк // Русский Архив. — М.: Университетская типография (М. Катков), 1882. — Вып. 2, № 3. — С. IV, 97-122.
- Николай Эрастович Лясковский. Биографический очерк // Русский Архив. — М.: Университетская типография, 1884. — Вып. 2, № 3. — С. IV, 61-98.

 То же, отдельным изданием:. — М.: Университетская типография (М. Катков), 1884. — 40 с.;
- Сельские школы С.А. Рачинского // Русь. — М., 1884. — № 6. — С. 14–21.; Мир божий. — СПб., 1894. — № 11.
- Наши гимназии // Русь. — М., 1886. — № 29. — С. 3-7.
- А.Ф.Аксакова // Русский Архив. — М.: Университетская типография, 1889. — Вып. 3, № 12. — С. 499-500.
- Поместная служба // Русское обозрение. — М.: Университетская типография, 1893. — Июнь (№ 3). — С. 549–568.
- Алексей Степанович Хомяков, его жизнь и сочинения // Русский Архив. — М.: Университетская типография, 1896. — Вып. 3, № 11. — С. 337-510.

 То же, отдельным изданием:. — М.: Университетская типография, 1897. — VIII, 2, 176, II с. с.;
 В оцифрованном виде: Часть 1. Часть 2. Часть 3.
- Император Александр III как человек  (соображения о его личной биографии). — 1897. Проект очерка, представленный Николаю II. Рукопись.
- Посадка деревьев в средней полосе России. — Типо-лит. т-ва И.Н. Кушнерев и К°, 1898. — 22 с. 2-е изд. 1913, 3-е изд. 1924.
- Братья Киреевские, жизнь и труды их. — СПб.: Об-во ревнителей русского исторического просвещения в память Императора Александра III, 1899. — 99 с. Часть 1. Часть 2.
- Император Александр III. Опыт личной биографии. — 1897, 1900-1906, 1918. — 103 с. Рукопись.
- Памяти С. А. Рачинского (ум. 2 мая 1902 г.) // Русский Вестник. — СПб., 1902. — Т. 282, № 11. — С. 35-1.42 (паг. 1-я). То же, отд. изд.: . — СПб.: Об-во ревнителей русского исторического просвещения в память Императора Александра III, 1903. — 15 с.
- Лев Иванович Поливанов // Журнал Министерства народного просвещения. — СПб., 1914. — Т. 49, № 2. — С. 212-232.,. — Т. 50, № 3. — С. 35-56.
- Воспоминания 1858 – 1917. Черновой автограф. — 1909-1918, 1925. — 372 с. Рукопись.